# شعب مونغو
المونغو هي جماعة عرقية تنتمي للبانتو تعيش في الغابات الاستوائية وسط أفريقيا. هم ثاني أكبر مجموعة إثنية في جمهورية الكونغو الديمقراطية، ويتمتعون بنفوذ كبير في منطقتها الشمالية. توجد مجموعة متنوعة من الجماعات العرقية الفرعية، وأغلبها من سكان منطقة تقع شمال نهري كاساي وسانكورو، جنوب منعطف نهر الكونغو الرئيسي. أعلى تواجد لهم في مقاطعة إكواتور والأجزاء الشمالية من مقاطعة باندوندو.
يشترك شعب مونغو، على الرغم من تنوعهم، بأسطورة يعتقدون من خلالها أنهم ينحدون من سلف واحد يدعى مونغو. يتشاركون أيضًا بعدد من التشابهات، منها اللغة والتنظيم الاجتماعي، لكن لديهم اختلافات أيضًا. اقترح علماء الأنثروبولوجيا وحدة مونغو كمجموعة عرقية لأول مرة في العام 1938 خاصة من قبل بويلايرت، ثم من قبل فاندركيركين عام 1944، الذي كان آنذاك حاكما لولاية إيكواتور.
يتحدث شعب مونغو تقليديًا لغة مونغو (تدعى أيضًا نكوندو) إحدى اللغات ذات الصلة بعائلة بانتو مونغو، في عائلة اللغات النيجيرية الكونغولية. غالبًا ما تحل لغة اللينغالا محل لغة مونغو في المراكز الحضرية. تضم هذه اللغة نحو 200 لهجة، تتجمع هذه اللهجات إقليميًا إلى جانب كونها قائمة على مجموعات مونغو دون عرقية مثل بوليا وبوكوتي وبونغاندو وإيكوندا وإياليما وكوندا ومبولي ومباما ونكوتو ونتومبا وسنغيلي وسونغومينو ودينغير وتيتيلا كوسو وباكوتو وبويلا والعديد غيرهم.

## التاريخ

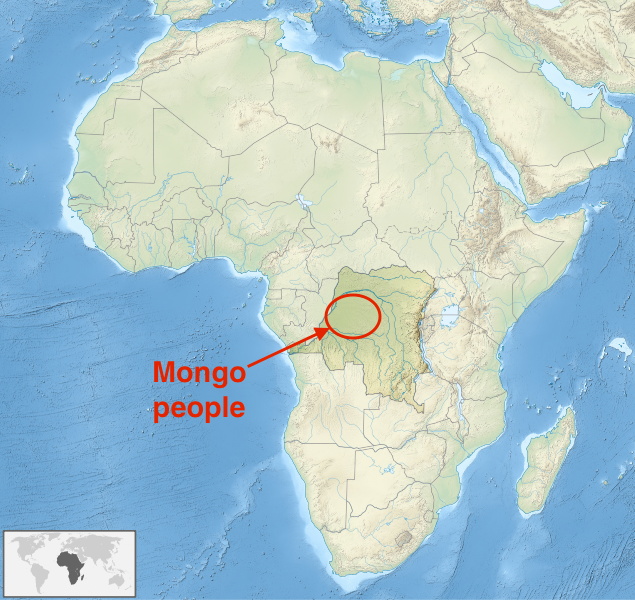
أصول شعب المونغو (موقع تقريبي)

الجذور التاريخية لشعب مونغو غير واضحة، لكن من المرجح أنهم استقروا على طول الوديان النهرية الممطرة الساخنة الرطبة في شمال وغرب الكونغو في القرون الأولى من الألفية الأولى. بدأت زراعة المحاصيل الزراعية مثل اليام (نوع من البطاطا) والموز نحو العام 1000 ميلادية. أثر الحكم الاستعماري البلجيكي على التقاليد والثقافة والمعتقدات الدينية لشعب مونغو، واعتنقوا في الغالب إحدى الطوائف العديدة للمسيحية الموجودة في الكونغو. كان تأثير نشاط الدعوة الإسلامية من شمال إفريقيا مصدر امتعاض عميق لشعب المونغو المسيحي، ما نتج عنه تاريخ من الصراعات بينهم وبعض الجماعات العرقية الإسلامية التي وجدت في المناطق المجاورة شمال شرق الكونغو.
تبعًا لألكساندر ريد، عانى شعب الكونغو خلال فترة القبض على الرقيق وبيعهم وتصديرهم في القرنين الثامن عشر والتاسع عشر، حيث «مر الآلاف من شعب المونغو كعبيد عبر طريق زنجبار من قبل العرب». كان هناك نظام لاستعباد وتجارة الرقيق يقوده العرب، يصرح باتريك هاريس وديفيد ماكسويل، مما أثر على شعب مونغو قبل الحقبة الاستعمارية. كان وصول بلجيكا كحاكم استعماري، بنموذج تسخير ليوبولدي، إلى جانب الأمراض المستوردة مثل مرض النوم (داء المثقبيات الإفريقي) والزهري، سببًا في تدمير شعب مونغو على مدى التاريخ الاستعماري. أحدثت الفترة الاستعمارية أيضًا تغييرًا بيئيًا واقتصاديًا جراء مزارع الكاكاو والبن والمطاط، إلى جانب احتجاز الحيوانات كحيوانات أليفة ولحدائق الحيوانات.

## المجتمع والثقافة
نظرًا لعيشهم في بيئة الغابات الاستوائية، مثل الجماعات العرقية المجاورة، يزرع شعب مونغو الكاسافا (المنيهوت) واليام والموز كغذاء رئيسي. إلى جانب ذلك مجموعة من النباتات البرية والحشرات القابلة للأكل، والخضروات الموسمية والفاصوليا، وصيد الأسماك والصيد البري. المجتمع لديهم أبوي، ويقوم تقليديًا على أسرة مشتركة تدعى إيتوكا تضم من عشرين إلى أربعين فردًا، مستمدة من سلالة سالفة. يسمى شيخ عائلة إيتوكا «تاتا» (تعني الأب». تشكل مجموعة من إيتوكا قرية لشعب مونغو. تحل النزاعات والعهود بين النسب عادة من خلال تبادل السلع أو الزواج. بعض المجموعات العرقية الفرعية في الأجزاء الجنوبية من الكونغو كان لها رئيس، بدلًا من كونها مجموعة من الأنساب، إلى جانب القائد المعروف باسم بوكولاكا.